# 正阳街道 (咸阳市)
正阳街道，是中华人民共和国陕西省咸陽市渭城区下辖的一个乡镇级行政单位。

## 行政区划
正阳街道下辖以下地区：
渭电社区、九张村、肖家村、东杨村、后沟村、张湾村、柏家咀村、左排村、许赵村、同仁村、杨家湾村、后排村、卓所村、孙家村、马家堡村、怡魏村、韩家湾村、咀王村、北舍村、杨新庄村、黄家寨村、上寨村、岳家庄村、张闫村、小闫村、兴隆村、南舍村、史村和白庙村。